# HL7
HL7 (Health Level Seven) es un conjunto de estándares para facilitar el intercambio electrónico de información clínica; que utiliza una notación formal del lenguaje unificado de modelado (Unified Modeling Language, UML) y un metalenguaje extensible de marcado con etiquetas (Extensible Markup Language, XML).
A partir del 17 de diciembre de 2003, el Instituto Nacional Estadounidense de Estándares (American National Standards Institute, ANSI) aprobó un conjunto de estándares contenidos en la especificación de la versión 3 HL7.

## La organización HL7 Internacional
HL7 International (Health Level Seven) es una “Organización de Desarrollo de Estándares” (Standards Developing Organization, SDO), para el ámbito de la salud. Fundada en 1987, sin fines de lucro, opera a nivel internacional y su misión es proveer estándares globales para los dominios: clínico, asistencial, administrativo y logístico, con el fin de lograr una interoperabilidad real entre los distintos sistemas de información en el área de la salud.
Es una de las organizaciones más importantes de informática médica a nivel internacional.
En 1994 fue acreditada como SDO por el ANSI. La mayoría de las SDO producen estándares (a veces llamados especificaciones o protocolos) para un dominio particular de la salud, por ejemplo: farmacia, imágenes diagnósticas, seguridad del paciente o transacciones con entidades aseguradoras (tramitación de informes). Los dominios de HL7 comprenden información clínica, asistencial, administrativa y logística.
Con sede principal en Ann Arbor, MI, Estados Unidos y capítulos internacionales en más de 50 países, HL7, al igual que la mayoría de otras SDO, es una organización conformada por voluntarios sin fines de lucro.
Actualmente dispone de:
- Más de 1600 miembros de más de 50 países.
- 2500 asociados
- 57 afiliados internacionales
- 95% de los fabricantes de software de salud a nivel mundial.

Los miembros de HL7 (proveedores y distribuidores de tecnología, aseguradores, prestadores de servicios de salud, consultores, universidades, gobierno, etc.) tienen interés por el avance y desarrollo de estándares clínicos y administrativos. 
Al igual que todas las SDO acreditadas por el ANSI, HL7 cuenta con un estricto y bien definido conjunto de procedimientos de operación que garantizan el consenso, la transparencia y el equilibrio de intereses.
Su especificación más utilizada es un estándar de mensajería para el intercambio electrónico de datos en salud.
Los miembros de HL7 son conocidos colectivamente como el “Grupo de Trabajo”, que está organizado en comités técnicos y grupos de intereses especiales. Los “comités técnicos” son directamente responsables por el contenido de los estándares. Los “grupos de intereses especiales” sirven para desarrollar información y pruebas para la exploración de nuevas áreas de cobertura de los estándares publicados por HL7.
Una lista de los comités técnicos y grupos de intereses especiales, así como sus misiones, alcances y coordinadores está disponible en el sitio web de HL7.

### Visión de HL7
Un mundo en el que todos, de forma segura, puedan acceder y utilizar los datos de salud adecuado, cuándo y dónde lo necesiten.

### Misión de HL7
HL7 faculta a la interoperabilidad de datos de la salud a nivel mundial mediante el desarrollo de normas y permitiendo su adopción y aplicación.

### Estrategias de HL7
1. Desarrollar estándares cuya sintaxis coherente y extensible permita estructurar información en salud, que permita apoyar los procesos de atención al paciente, para ser intercambiada entre aplicaciones de software, conservando al mismo tiempo la semántica de la información.
2. Desarrollar una metodología formal para apoyar la creación de estándares HL7 a partir del Modelo de Referencia de Información (Reference Information Model, RIM) de HL7.
3. Educar al sector salud, los encargados de formular políticas y al público en general sobre los beneficios de la normalización de información sanitaria y específicamente sobre los estándares HL7.
4. Promover el uso los estándares HL7 en todo el mundo a través de la creación de capítulos internacionales de HL7, que participen en la elaboración y adopción de estándares HL7, donde sea necesario.
5. Estimular, fomentar y facilitar expertos en dominios para que el sector salud y las organizaciones interesadas en participar en HL7 puedan desarrollar estándares de información en salud en su área de especialización.
6. Colaborar con otras organizaciones desarrolladoras de estándares (SDO) y organismos nacionales e internacionales de estandarización (por ejemplo, ANSI e ISO), para desarrollar infoestructuras de dominios de información en salud para promover el uso de estándares compatibles.
7. Colaborar con los usuarios de tecnologías de información en salud para asegurarse que los estándares HL7 cumplan con los requerimientos del mundo real y que los esfuerzos de desarrollo iniciados por HL7 permitan satisfacer nuevos requerimientos.

### ¿Qué significa el nombre HL7?
HL7 es la sigla de Health Level Seven Inc. La palabra “Health” (Salud) hace relación al área de trabajo de la organización y las palabras “Level Seven” (Nivel Siete) hacen referencia al último nivel del modelo de comunicaciones para interconexión de sistemas abiertos (Open Systems Interconnection, OSI) de la Organización Internacional para la Estandarización (Internacional Organization for Standarization, ISO).
El “Nivel Siete” dentro del modelo es el nivel aplicación, que se ocupa de la definición y la estructura de los datos que van a ser intercambiados.

## Los estándares HL7
Desde su origen, en 1987, el nombre de HL7 se asociaba a las versiones del “estándar de mensajería” para el intercambio electrónico de datos de salud. Este estándar está enfocado al intercambio de datos entre aplicaciones (facilitando el desarrollo de interfaces).
Sin embargo, la creciente necesidad de generar sistemas de información integrados regionalmente (ciudades, regiones, países) hizo necesario el desarrollo de un espectro más amplio de estándares que faciliten la interoperabilidad. Por esta razón, a partir del año 2000, la organización HL7 cuenta con un proceso para definir una serie de herramientas de interoperabilidad (mensajes, documentos electrónicos, reglas, modelos de referencia), esto ha dado origen a varios estándares que facilitan los procesos de intercambio de información de salud. Debido a ello, hoy en día, se habla de Estándares HL7.
Algunos de estos estándares son:
- Mensajería HL7 Versión 2: Estándar de mensajería para el intercambio electrónico de datos de salud.
- Mensajería HL7 Versión 3: Estándar de mensajería para el intercambio electrónico de datos de salud basada en el RIM.
- CDA HL7: (Clinical Document Architecture) Estándar de arquitectura de documentos clínicos electrónicos.[3]
- SPL HL7: (Structured Product Labeling) Estándar electrónico de etiquetado de medicamentos.
- HL7 Medical Records: Estándar de administración de Registros Médicos.[4]
- GELLO: Estándar para la expresión de reglas de soporte de decisiones clínicas.[5]
- Arden Sintax: Es estándar sintáctico (if then) para compartir reglas de conocimiento clínico.[6]
- CCOW: Es un estándar para frameworks para compartir contexto entre aplicaciones.[7]

### Ejemplo de mensaje HL7 v2
```
MSH|^~&|LAB|CCF|||20040920080937||ORM^O01|42640000 009|P|2.3|
PID|||56797971||Gonzalez^pepe^Jose||196505 25|M||||||||||56797971|
PV1||O|UNKO^|||||
ORC|RE||A0203809||IP|||||||
OBR|1|A0203809|A0203809|400090^Complete Blood Count|||200609240000|||||||200609240847||deleted^^ ^^MD^^^^^^||||||200609241055|||P
OBX|1|ST|40010^White Blood Count (WBC) (x1000)||PENDING||||||P
OBX|2|ST|40020^Red Blood Count (RBC)||PENDING||||||P
ORC|RE||A0203809||CM|||||||
OBR|2|A0203809|A0203809|650300^Depakene (Valproic Acid) Level|||200609240000|||||||200609240847||^deleted^ ^^^MD^^^^^^||||||200609241055|||F
OBX|3|NM|65030^Depakene (Valproic Acid) Level||76.8|ug/ml|50-100||||F|||200609241054||

```

### Ejemplo de mensaje HL7 v3
El estándar HL7 versión 3 tiene como objetivo admitir todos los flujos de trabajo sanitarios. El desarrollo de la versión 3 comenzó alrededor de 1995, lo que resultó en una publicación estándar inicial en 2005. El estándar v3, a diferencia de la versión 2, se basa en una metodología formal (HDF) y principios orientados a objetos.
```
<?xml version="1.0" encoding="windows-1252"?>
<POLB_IN224200UV01 xmlns:hl7="urn:hl7-org:v3" xmlns:xsi="http://www.w3.org/2001/XMLSchema-instance" ITSVersion="XML_1.0">
    <templateId extension="VS_RM200901CO01" assigningAuthorityName="HospitalJorgeHUribe"/>
    <id extension="MSG0000001"/>
    <creationTime value="20100511220525"/>
    <interactionId root="2.16.840.1.113883.1.6" extension="POLB_IN224202UV01"/>
    <processingCode code="P"/>
    <processingModeCode code="T"/>
    <acceptAckCode code="NE"/>
    <receiver typeCode="RCV">
        <device classCode="DEV" determinerCode="INSTANCE">
            <id extension="HIS001"/>
        </device>
    </receiver>
    <sender typeCode="SND">
        <device classCode="DEV" determinerCode="INSTANCE">
            <id extension="VSM001"/>
        </device>
    </sender>
    <controlActProcess classCode="CACT" moodCode="EVN">
        <code code="POLB_TE004202UV01" codeSystem="2.16.840.1.113883.1.11.20299" codeSystemName="LaboratoryTriggerEventType" displayName="Result Complete"/>
        <languageCode code="es-co" codeSystem="2.16.840.1.113883.1.11.11526" codeSystemName="HumanLanguage" displayName="Espanol Colombia"/>
        <subject typeCode="SUBJ" contextConductionInd="false">
            <observationBattery classCode="BATTERY" moodCode="EVN">
                <id extension="VS12340000"/>
                <code code="28562-7" codeSystem="2.16.840.1.113883.6.1" codeSystemName="LOINC" displayName="Vital Signs"/>
                <statusCode code="complete"/>
                <recordTarget typeCode="RCT" contextControlCode="OP">
                    <patient classCode="PAT">
                        <id extension="6537077"/>
                        <patientPerson classCode="PSN" determinerCode="INSTANCE">
                            <name>
                                <given>ANDRES FELIPE</given>
                                <family>FERNANDEZ CORTES</family>
                            </name>
                            <administrativeGenderCode code="M" codeSystem="2.16.840.1.113883.5.1" codeSystemName="AdministrativeGender"/>
                            <birthTime value="19860705"/>
                        </patientPerson>
                    </patient>
                </recordTarget>
                <author typeCode="AUT">
                    <time value="20100511220525"/>
                    <assignedEntity classCode="ASSIGNED">
                        <assignedDevice classCode="DEV" determinerCode="INSTANCE">
                            <id extension="VSM001"/>
                            <manufacturerModelName code="VSM" codeSystem="BiomedicalDevice" displayName="Vital Signs Monitor"/>
                        </assignedDevice>
                    </assignedEntity>
                </author>
            </observationBattery>
        </subject>
    </controlActProcess>
</POLB_IN224200UV01>

```

## FHIR
Fast Healthcare Interoperability Resources o FHIR (pronunciado "Fire") define un conjunto de "Recursos" que representan conceptos clínicos granulares. Los recursos se pueden gestionar de forma aislada, o agregados en documentos complejos. Técnicamente, FHIR está diseñado para la web; los recursos se basan en estructuras XML o JSON simples, con un protocolo basado en REST http donde cada recurso tiene URL predecible. FHIR ofrece características como:
- FHIR combina las mejores características de HL7 V2, HL7 v3 y CDA, al tiempo que aprovecha las últimas tecnologías de web services.
- El diseño de FHIR se basa en los servicios web Representational State Transfer (RESTful). Esto está en contraste con la mayoría de los perfiles IHE que se basan en servicios web SOAP. Con los servicios web RESTful, las operaciones básicas HTTP incluyen create, read, update y delete (CRUD).
- FHIR se basa en componentes modulares llamados "recursos", y estos recursos se pueden combinar juntos para resolver problemas clínicos y administrativos de una manera práctica. Los recursos pueden ampliarse y adaptarse para proporcionar una solución más manejable a la demanda de atención médica para la opcionalidad y personalización. Los sistemas pueden leer fácilmente las extensiones utilizando el mismo framework como otros recursos.

### Afiliados internacionales de HL7
HL7 Internacional 
- HL7 Alemania
- HL7 Argentina
- HL7 Austria
- HL7 Australia
- HL7 Brasil
- HL7 Canadá
- HL7 Centroamérica y República Dominicana
- HL7 Chile
- HL7 China
- HL7 Colombia
- HL7 Corea
- HL7 Croacia
- HL7 República Checa
- HL7 Dinamarca
- HL7 España
- HL7 Finlandia
- HL7 Francia
- HL7 Grecia
- HL7 Holanda
- HL7 India
- HL7 Irlanda
- HL7 Italia
- HL7 Japón
- HL7 México
- HL7 Nueva Zelanda
- HL7 Reino Unido
- HL7 Rumania
- HL7 Rusia
- HL7 Singapur
- HL7 Suecia
- HL7 Suiza
- HL7 Taiwán